# Моріц Раппопорт
Моріц Раппопо́рт (нім. Moritz Rappaport; 19 січня або 9 лютого 1808, Львів, Австрійська імперія — 28 травня 1880, Відень, Австро-Угорщина) — австрійський поет, перекладач, лікар. Двоюрідний брат науковця Соломона Єгуди Лейби Раппопорта.

## Життєпис
Моріц Раппопорт народився у Львові, в сім'ї купця. Здобув медичну освіту спершу у Віденському університеті, а потім e Будапештському медичному університеті. У 1833 році Раппопорт здобув ступінь доктора медичних наук. Повернувшись до Львова, він влаштувався на посаду лікаря до однієї з лікарень, почав працювати лікарем з виїздом додому та взяв активну участь у громадському та благодійному житті єврейської спільноти у Львові, зокрема, організував низку благодійних установ. Був також директором львівського єврейського шпиталю. Мешкав у Львові у власному будинку на вул. Казимірівській, 51 (нинішня вул. Городоцька, 47).
У рідному місті Раппопорт також почав займатися й літературною діяльністю, обійнявши посаду редактора та публіциста в одній зі львівських газет. Завдяки допомозі своїх університетських друзів Антона Ауершперга, Людвіга Франкля та Бетті Паолі Раппопорту вдалося значною мірою підвищити рівень публікацій у місцевих газетах. Крім публікацій у пресі, він також був автором кількох книг, поем та перекладів німецькою мовою.

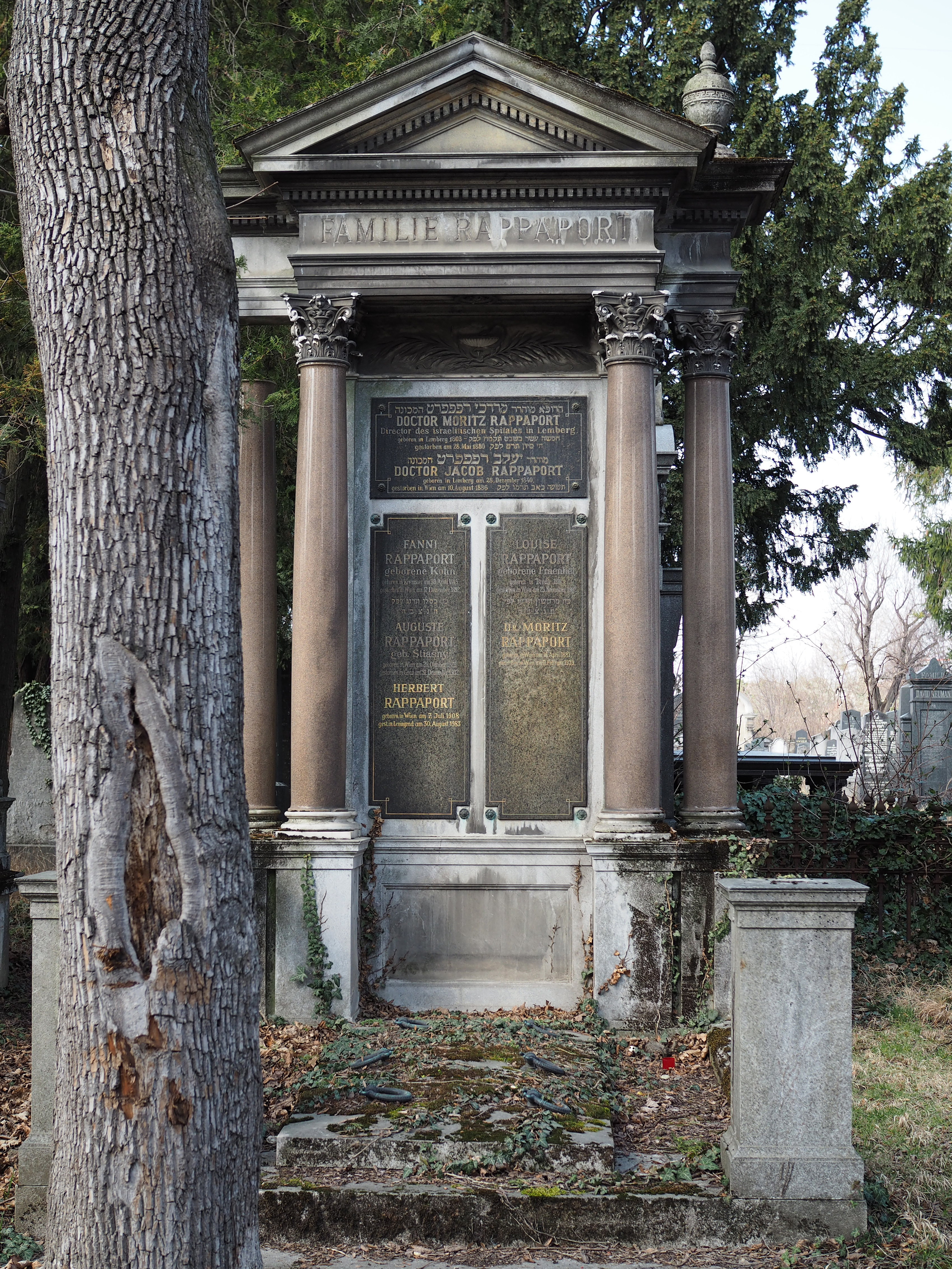
Могила Моріца Раппопорта в сімейному склепі на Центральному цвинтарі Відня

Так, у своєму епічному творі «Моісей» (1842), блискучому багатством фантазії, Моріц Раппопорт прославляє у прекрасних віршах героїчний образ єврейського законодавця. У 1860 році вийшли його брошури «Am Todestage Moses Mendelssohns» та «Ein Festgedicht zur Lessingsfeier». У 1863 році він написав епічний твір «Баяццо», яке забирає читача у чарівний світ романтизму. 1873 року вийшла його п'ятиактна драма «Естерка»; на день його 70-ліття Людвіг Франкль написав «Epistel an Moritz Rappoport» (Відень, 1878).
Раппопорт переклав німецькою мовою «Леха доді», «Пісню Піснів», та деякі інші релігійні твори, загалом — 14 творів. Також переклав твори польський поетів Адама Міцкевича та Корнеля Уейського.
Помер 28 травня 1880 року у Відні. Похований на старій єврейській ділянці Центрального цвинтаря Відня (брама 1, група 6, ряд 1, могила № 9).

## Твори
- 1842 — «Моісей»;
- 1852 — «Гете»;
- 1860 — «Єврейські піснеспіви»;
- 1863 — «Баяццо»;
- 1873 — «Естерка».

## Родина
- дружина — Луїза з дому Фрьонкель (1814, Броди — 25 листопада 1902, Відень)[7];
- донька — Розалі Ландесбергер  з дому Раппопорт (близько 1837 — 3 січня 1898)[8];
- син — Якуб Раппопорт (28 грудня 1840, Львів — 10 серпня 1886, Відень)[9].